# Un amore di Pietro de' Medici
Un amore di Pietro de' Medici è un film italiano diretto da Giuseppe Petrai, uscito nel 1912. 
Questo film muto in bianco e nero mette in scene l'amore di Pietro de' Medici, duca di Firenze, per una bella fioraia.

## Trama
Il duca Pietro de' Medici, innamorato di Margherita, una bella fioraia, si traveste da uomo comune per tentare di conquistarla. Ma Ciapo, il fratello della bella ragazza, provoca il duca che non ha riconosciuto. Pietro, togliendosi gli stracci, mostra le insegne dei Medici e Ciapo, su suo ordine, viene condotto in prigione... Pietro, con l'inganno, riesce a catturare Marguerite che diventa la sua amante.